# Ricardo Sáenz de Ynestrillas Martínez
Ricardo Sáenz de Ynestrillas Martínez (Madrid, 19 april 1935 - idem, 17 juni 1986) was een commandante (majoor) van het Spaanse leger, berucht wegens zijn deelname aan twee couppogingen. 

## Loopbaan
Hij diende 5 jaar bij het 10e Bandera van het Spaans Vreemdelingenlegioen in de Sahara, vervolgens in het Montaña de Barbastro- (Huesca-)bataljon, en later in de Brigade Paracaidista. Benevens dat was hij docent aan de Academia General de Policía Armada (politieacademie).
Sáenz de Ynestrillas was een van de hoofdsamenzweerders in Operación Galaxia, en werd na het uitlekken hiervan tot zes maanden en een dag gevangenisstraf veroordeeld. Hierna werd hij wegens vermeende betrokkenheid bij de 23-F couppogingen opnieuw gearresteerd, maar kort daarop, op 23 juni 1981, weer vrijgelaten.
Hij kwam op 17 juni 1986 om het leven, nadat zijn auto bij een aanslag van de Baskische afscheidingsbeweging ETA voor de Jefatura de Personal de la Capitanía General de la I. Región Militar in Madrid onder vuur genomen werd. Bij deze aanslag kwamen nog twee militairen om het leven.

## Bron
- (es)  Compañero de Tejero en la 'operación Galaxia', El País, 18 juni 1986